# Pentti Pelkonen
Pentti Johannes Pelkonen (* 20. März 1930 in Pervomayskoye) ist ein ehemaliger finnischer Skilangläufer.
Pelkonen, der für den Simpeleen Urheilijat startete, belegte bei seiner einzigen  Olympiateilnahme im Februar 1960 in Squaw Valley den sechsten Platz über 50 km. Bei Lahti Ski Games errang er im Jahr 1959 den sechsten Platz und im Jahr 1961 den zehnten Platz über 50 km.